# Sachaliphantes
Sachaliphantes là một chi nhện trong họ Linyphiidae.